# ジョアン・ベーロ
ジョアン・ベーロ（João Bello、1995年8月2日 - ）は、カンペオナト・ポルトガル・デ・ラグビー、CDUPに所属するラグビーユニオン選手。

## プロフィール
- ポルトガルリスボン出身[1]。
- ポジションはスクラムハーフ(SH)。
- 身長 165cm、体重 79kg
- 7人制ポルトガル代表に選ばれたことがある[2]
- ポルトガル代表キャップは26（2025年2月現在）でラグビーワールドカップ2023のポルトガル代表に選ばれた[3]。

## 略歴
ルシタノスXVを経て、2024年、グルポ・デシポルトゥ・ディレイトに加入。